# Эрбес, Кристиан
Кристиан Дамиан Эрбес (исп. Cristian Damián Erbes; родился 6 января 1990 года, Буэнос-Айрес, Аргентина) — аргентинский футболист, полузащитник клуба «Феррокарриль Оэсте».

## Клубная карьера
Эрбес — воспитанник клуба «Бока Хуниорс». 4 октября 2009 года в матче против «Велес Сарсфилд» он дебютировал в аргентинской Примере. 4 февраля 2010 года в поединке против «Лануса» Кристиан забил свой первый гол за «Бока Хуниорс». В составе клуба он дважды выиграл чемпионат и завоевал Кубок Аргентины, а в 2015 году стал финалистом Кубка Либертадорес.
Летом 2016 года Эрбес перешёл в мексиканский «Веракрус». 20 июля в матче Кубка Мексики против «Хуареса» он дебютировал за основной состав.
Уже в сентябре Кристиан вернулся на родину в «Чакарита Хуниорс». 10 сентября в матче против «Тигре» он дебютировал за новую команду. В начале 2018 года Эрбес подписал контракт с львовскими «Карпатами». 18 марта в матче против «Александрии» он дебютировал в чемпионате Украины. 26 августа в поединке против киевского «Арсенала» Кристиан забил свой первый гол за «Карапаты».

## Достижения
«Бока Хуниорс»
- Чемпионат Аргентины (2): Апертура 2011, 2015
- Обладатель Кубка Аргентины (2): 2011/12, 2014/15
- Финалист Кубка Либертадорес: 2015